# Parete batterica
La parete cellulare batterica è la parete cellulare che riveste i batteri, è posizionata esternamente rispetto alla membrana e internamente rispetto alla capsula, con funzione essenzialmente di supporto strutturale dovuta alla sua rigidità (la presenza della parete protegge la cellula da eventuali lisi osmotiche). In base al tipo di parete che un batterio presenta, si identificano due classi di batteri:
- Gram-positivi
- Gram-negativi

Questi batteri differiscono molto dal punto di vista della struttura parietale e, anzi, la differente risposta alla colorazione di Gram è proprio conseguenza diretta delle differenze dal punto di vista della parete. All'interno di queste due classi le differenze sono minime e funzionalmente poco significative.

## Parete gram-positivi
Nei batteri Gram-positivi {\displaystyle gram^{+}}, la porzione più consistente della parete (dal 50% al 95%) è costituita da mureina (o peptidoglicano).
La mureina, nei gram-positivi, è responsabile della rigidità della parete, ed essendo una struttura pluristratificata e molto voluminosa, è la responsabile del trattenimento del colorante durante la colorazione di Gram.
Componenti quantitativamente minori della parete nei Gram-positivi sono:
- acidi teicoici
- acidi teicuronici
- proteine (molto rare)

Esaminiamo dunque la componente principale, la mureina.

### Mureina

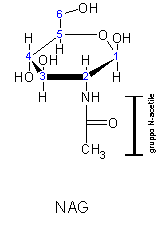
N-acetilglucosamina

A livello della mureina detto anche "Peptidoglicano" o "Mucopeptide" riconosciamo due tipi di catene che si intrecciano fra loro a formare un sistema "trama/ordito", che determina una notevole rigidità parietale.
Le catene in questione sono:
- catene glicaniche: sono costituite da monomeri di N-acetilglucosamina (NAG) e acido N-acetilmuramico (NAM), uniti fra loro da legami glicosidici β(1-4). Questi monomeri sono sempre alternati (non si trovano mai due NAM o due NAG consecutivi) a formare dei dimeri che sono la costituente base delle catene glicaniche. NAM e NAG differiscono solo per la presenza, nell'acido muramico, di un residuo lattilico a livello del C3; questo residuo è molto importante in quanto fornisce un sito di aggancio per le catene peptidiche.

- catene peptidiche: alle catene glicaniche, tramite il residuo lattilico dell'acido muramico, è legato quello che viene definito tetrapeptide, in quanto catene costituite da 4 aminoacidi, che si legano al gruppo COOH dell'acido muramico tramite legame peptidico. Queste catene sono fondamentali per la formazione dei legami crociati: ogni catena glicanica è legata ad altre catene glicaniche parallele, tramite legami che si instaurano fra i tetrapeptidi delle due catene. Nel caso dei batteri {\displaystyle Gram^{+}} le catene peptidiche non formano legami diretti fra loro, ma sono unite tramite un ponte di pentaglicina, legato al terzo aminoacido di una e al quarto dell'altra. Da notare che, malgrado possano esserci delle variazioni a livello della composizione della catena tetrapeptidica, il terzo aminoacido, solitamente una L-Lys, deve essere un aminoacido bibasico, ovvero avere due gruppi aminici, uno per il legame con l'aminoacido precedente e uno per il legame con il ponte di pentaglicina. Da notare che solitamente il tetrapeptide è composto da L e D aminoacidi che si alternano.

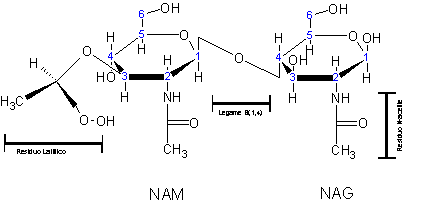
Interazione fra nam e nag nella formazione della catena glicanica della mureina

Da notare che, nei gram-positivi, ogni acido muramico porta legato un tetrapeptide, ed ogni tetrapeptide forma un legame crociato;
inoltre, anche grazie alla presenza del ponte di pentaglicina, che rende la struttura più "rilassata", il peptidoglicano risulta pluristratificato, fino ad arrivare ad un numero anche di 40 strati.

### Altre componenti
Vediamo ora quali sono le altre componenti della parete dei gram-positivi.
- acidi teicoici: si tratta di strutture formate essenzialmente da vari zuccheri, solitamente glicerolo e ribitolo; questi zuccheri sono ancorati all'OH del C6 dell'acido muramico. Un esempio di acido teicoico è l'LTA (acido lipoteicoico); questo attraversa l'intera mureina, si ancora alla membrana cellulare e sporge all'esterno della cellula, contribuendo alla formazione della capsula negli streptococchi.

- acidi teicuronici: è formato da una o due diverse unità di ripetizione (tipo la catena glicanica della mureina), una delle quali è sempre un acido uronico, legato all'altra unità tramite legame glicosilico.

- un'altra costituente della parete dei {\displaystyle Gram^{+}} è il polisaccaride C; si tratta di una struttura che può essere costituita da una grande varietà di zuccheri, e questo la rende molto importante dal punto di vista della classificazione; presente negli streptococchi, rappresenta la base per la classificazione di Lancefield, grazie alle diverse specificità antigeniche che caratterizzano i diversi tipi di polisaccaridi C. Questo, a livello di streptococchi, permette la discriminazione di 13 diversi tipi sierologici.

## Parete gram-negativi
Nei batteri Gram-negativi {\displaystyle Gram^{-}}, la mureina costituisce solo il 15-20% della totalità della parete, e la componente quantitativamente maggiore è rappresentata dalla membrana esterna.

### Mureina
La mureina nei gram-negativi è strutturalmente abbastanza simile alla mureina descritta dai gram-positivi e presenta, quindi, catene glicaniche e tetrapeptidi come costituenti di base; esistono tuttavia delle notevoli differenze dal punto di vista di alcuni particolari: anzitutto la mureina nei gram-negativi è monostratificata; non tutti gli acidi muramici portano legato un tetrapeptide, e di conseguenza la quantità dei legami crociati è molto minore rispetto a quella dei gram-positivi.
Inoltre, i legami crociati sono legami diretti fra i tetrapeptidi, senza l'intermedio della pentaglicina, e risultano quindi più corti, producono una mureina più compatta, rendendo difficoltosa la multistratificazione (che infatti non si ha).

### Membrana Esterna
La componente più cospicua della parete dei gram-negativi è rappresentata dalla membrana esterna; si tratta di una membrana a doppio strato, costituita da fosfolipidi, che rappresentano una specie di "matrice" nella quale vanno ad inserirsi le altre componenti.
Dal punto di vista funzionale, la membrana esterna non conferisce particolare rigidità strutturale, compito della mureina anche a livello di gram-negativi, ma rappresenta una prima barriera al passaggio di sostanze (cosa che la mureina non è in grado di fare).
Così come per la membrana interna, la porzione lipidica rappresenta una costituente invalicabile per tutte le molecole, ad eccezione di piccole molecole liposolubili; il ruolo di varco è svolto dalle proteine che, nel caso della membrana esterna, sono rappresentate dalle Omp (outer membrane proteins).
Si trovano poi strutture come il lipopolisaccaride (LPS), costituito da una regione lipidica, che rappresenta una specie di ancoraggio alla membrana, e da una regione saccaridica che sporge sul lato esterno della membrana.
Da tener presente che la maggior parte della superficie esterna è costituita da lipopolisaccaride, e non da fosfolipidi "normali". Inoltre, l'LPS si trova SOLO sulla faccia esterna, mai su quella interna.

#### Altre Proteine di Membrana
Tutte le proteine, ad eccezione della OmpA che ha funzione strutturale, classificate come outer membrane proteins, sono proteine porine; si tratta di proteine trimeriche, costituite da tre subunità identiche che si assemblano a definire un canale acquoso al centro, che regolano il passaggio di molecole dall'interno verso l'esterno della cellula e viceversa. Sono trasportatori scarsamente selettivi che, nella maggior parte dei casi, discriminano solo e soltanto sulla base delle dimensioni (solitamente consentono il transito di molecole con peso molecolare non superiore ai 600Da); si comportano come dei canali, mettendo in diretta comunicazione i due ambienti (nel nostro caso ambiente esterno e spazio periplasmatico) ed effettuando unicamente un trasporto passivo, quindi solo secondo gradiente elettrochimico, e senza alcuna spesa energetica.
La membrana esterna lascia quindi entrare una grande quantità di sostanze nello spazio periplasmatico (lo spazio compreso fra la membrana esterna e quella interna); per passare dallo spazio periplasmatico al compartimento citoplasmatico, queste sostanze devono attraversare la membrana interna che rappresenta una barriera altamente selettiva, grazie alla presenza di trasportatori specifici.
Esistono molti tipi di Omp, che vengono solitamente indicate con la sigla Omp seguita da una determinata lettera (come nel caso della OmpA).

#### Endotossina
Il lipopolisaccaride (LPS) chiamato anche endotossina, come dice il nome stesso è costituito da 2 componenti essenziali: una lipidica (lipide A) e una polisaccaridica (cioè vari monosaccaridi uniti insieme) unite a un ponte di KDO (acido cheto-deossi-octonico). Da questo si capisce che il LPS presenta tre regioni fondamentali:
- Lipide A: è la vera e propria componente tossica dell'endotossina; si trova nella parte interna del LPS, al posto dei lipidi classici, ed è costituito da acidi grassi (le "code" idrofobiche del lipide) uniti ad un dimero di glucosammina, che rappresenta la "testa" idrofila del lipide.

Il lipide A è collegato alla regione più esterna dell'endotossina tramite un "ponte" fornito da molecole di KDO (keto-deossi-ottonato).
- Core: la regione centrale del lipopolisaccaride è rappresentata dal core, ancorato alla regione lipidica tramite il KDO. Si tratta di una porzione polisaccaridica genere specifica (che rimane costante all'interno dello stesso genere).

- Antigene O: è la regione estrema del lipopolisaccaride, costituito da unità di ripetizione di 3-5 zuccheri. I blocchi di zuccheri che costituiscono l'antigene somatico O possono raggiungere un numero di quattro ripetizioni; questa regione ha funzioni antigeniche, ed è specie specifica.

Da notare che, malgrado l'effetto tossico che l'LPS può provocare a causa del lipide A (solo quando viene rilasciato a seguito di lisi cellulare), la sua funzione principale è quella di fornire una "resistenza" alle interazioni di tipo idrofobico, come quelle che si stabiliscono con i detergenti, che danneggerebbero la membrana stessa (questo grazie alla sua natura altamente idrofila).

#### Lipoproteine
L'ultima componente della membrana esterna dei batteri {\displaystyle Gram^{-}} è rappresentata dalle lipoproteine; si tratta di molecole che possiedono una componente lipidica, con la quale sono praticamente ancorate sul lato interno della membrana, ed una componente proteica che sporge sul lato periplasmatico legandosi al peptidoglicano tramite legame peptidico tra una L-Lys della lipoproteina e il DPA (nei gram-negativi il DPA è il terzo aminoacido del tetrapeptide) del tetrapeptide della mureina.

## Sintesi Mureina
La sintesi della mureina può essere divisa in due fasi distinte dal punto di vista del luogo di sintesi; la prima fase si svolge nel citoplasma e porta alla formazione di una molecola di acido muramico portante un pentapeptide.
La fase successiva è quella transmembrana, durante la quale si ha il transito della molecola attraverso la membrana e il legame con la N-acetilglucosamina.
Esisterebbe poi una terza fase, quella periplasmatica, in cui si ha la perdita di una alanina terminale, e la formazione dei legami crociati e del legame β(1-4) fra la molecola appena formata e la catena preesistente.

### Fase Citoplasmatica
Queste ciò che avviene nel citoplasma:
- Nel citoplasma vengono sintetizzati i precursori di NAM e NAG. Essi sono molecole di NAM e NAG legati a UDP(uridin-difosfato).

- Gli amminoacidi che formano la parte peptidica della mureina. vengono aggiunti a NAM - UDP in sequenza. Non sono necessari ribosomi o t-RNA per questa operazione poiché il legame tra gli amminoacidi che si forma è un legame carbamminico che avviene tramite apporto di energia proveniente da ATP. Si forma il NAM - pentapetide. Questo perché la D-Alanina terminale è legata come dipeptide, anziché come singola molecola.

### Fase Transmembrana
1. Il NAM - pentapetide formato si trasferisce dall'UDP al bactoprenolo, molecola presente nella membrana citoplasmatica.
2. Al complesso si aggiunge NAG. Il NAM e il NAG sono tenuti insieme da legami β 1-4.